# Nationalmuseum von Togo

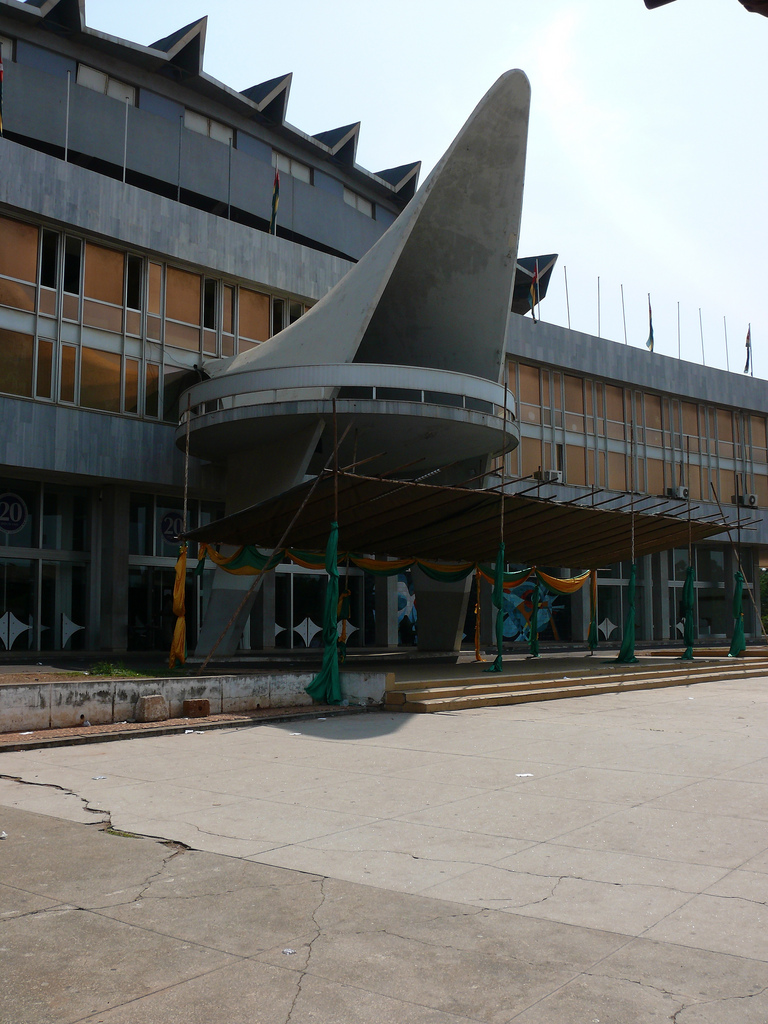
Der Palais des Congrès in Lomé

Das Nationalmuseum von Togo (französisch Musée national du Togo) befindet sich im Palais des Congrès (‚Kongresspalast‘), dem Sitz der Nationalversammlung, in der Hauptstadt Lomé. Das Museum wurde zunächst 1950 gegründet, 1975 neu, nachdem der Historiker Hubert Kponton dem Museum seine Sammlung vermacht hatte. Es präsentiert Ausstellungen zur Ethnographie, Geschichte und Kunst.
Die Idee der Einrichtung eines Nationalmuseums geht bereits auf den Gouverneur der deutschen Kolonie Togo, Graf von Zech (1904–1911), zurück, der ein solches bereits in sein Togo-Programm von 1906 aufgenommen hatte.